# Ziprazidon
A ziprazidon skizofrénia, valamint bipoláris zavar pszichotikus jellemzőkkel vagy anélkül fellépő, mániás vagy kevert epizódjainak kezelésére javasolt.

## Hatása

A Ziprazidon molekuláris struktúrája

A ziprazidonnak nagy az affinitása a 2-es típusú dopamin (D2)-receptorokhoz, és lényegesen nagyobb az affinitása a 2A-típusú szerotonin (5HT2A)-receptorokhoz. Pozitronemissziós tomográfiával (PET) vizsgálva, egyszeri ziprazidon adag beadása után 12 órával a receptor blokád a 2A-típusú szerotonin receptoron meghaladta a 80%-ot, a D2-receptoron pedig meghaladta az 50%-ot.
A ziprazidon kölcsönhatásba lép még az 5HT2C, az 5HT1D és az 5HT1A szerotonin-receptorokkal is, és ezeken a helyeken az affinitása ugyanakkora vagy nagyobb, mint a D2-receptorhoz való affinitása. A ziprazidon mérsékelt affinitást mutat a neuronális szerotonin- és noradrenalin-transzporterekhez. A ziprazidon mérsékelt affinitást mutat a H(1)-hisztamin- és alfa(1)-receptorokhoz. A ziprazidon affinitása az M(1) muszkarin receptorokhoz elhanyagolható.
A ziprazidon antagonista hatását igazolták mind a 2A-típusú szerotonin- (5HT2A), mind a 2-es típusú (D2) dopamin receptorokon. Feltételezhető, hogy a terápiás hatás részben ezen antagonista hatások kombinációján keresztül érvényesül. A ziprazidon az 5HT2C- és az 5HT1D-receptorokon is hatékony antagonista, potens agonista az 5HT1A-receptoron és gátolja a noradrenalin és a szerotonin neuronális visszavételét (reuptake).

## Fordítás
- Ez a szócikk részben vagy egészben  a   Ziprasidone című angol Wikipédia-szócikk fordításán alapul.  Az eredeti cikk szerkesztőit annak laptörténete sorolja fel. Ez a jelzés csupán a megfogalmazás eredetét és a szerzői jogokat jelzi, nem szolgál a cikkben szereplő információk forrásmegjelöléseként.